# Newcomb (Mondkrater)
Newcomb ist ein Einschlagkrater auf der nordöstlichen  Mondvorderseite im Bergland der Montes Taurus, südöstlich des Lacus Somniorum und nördlich des Lacus Bonitatis.
Der unregelmäßig geformte Krater weist im Inneren Spuren ausgedehnter Rutschungen auf.
| Buchstabe | Position           | Durchmesser | Link |
| --------- | ------------------ | ----------- | ---- |
| A         | 29,17° N, 43,54° O | 16 km       |      |
| B         | 28,34° N, 45,52° O | 23 km       |      |
| C         | 29,4° N, 45,6° O   | 41 km       |      |
| F         | 31,37° N, 42,6° O  | 30 km       |      |
| G         | 27,96° N, 44,53° O | 17 km       |      |
| H         | 28,93° N, 42,5° O  | 15 km       |      |
| J         | 28,7° N, 44,18° O  | 22 km       |      |
| Q         | 30,27° N, 42,87° O | 13 km       |      |

Der Krater wurde 1935 von der IAU nach dem amerikanischen Astronomen und Mathematiker Simon Newcomb offiziell benannt.